# Komet asteroidnega pasu
Komet asteroidnega pasu (komet glavnega asteroidnega pasu, uporablja se tudi kratica MBC ali Main Belt Comet) je telo, ki kroži okrog Sonca v predelu glavnega asteroidnega pasu in kaže podobne aktivnosti kot kometi.
Kometi asteroidnega pasu imajo skoraj krožne tirnice znotraj asteroidnega pasu in jih zelo težko ločimo od običajnih asteroidov. Ta skupina kometov ima majhne izsrednosti in naklone tira (podobno kot asteroidi v tem področju). Trije znani kometi asteroidnega pasu imajo svojo tirnico znotraj zunanjega dela glavnega dela asteroidnega pasu .
Ni popolnoma jasno, kako lahko pridejo telesa iz zunanjega dela Osončja v tirnico z majhno izsrednostjo. Zaradi tega smatrajo, da so kometi asteroidnega pasu, samo asteroidi z večjo količino ledu. Predvidevajo tudi, da je v zunajem delu Osončja veliko asteroidov z ledom .
Kometi asteroidnega pasu kažejo rep samo v delu svoje poti v bližini prisončja. Aktivnost kometa se kaže nekaj mesecev v času obhodne dobe, ki traja od 5 do 6 let.
Obstajajo domneve, da so kometi asteroidnega pasu izvor vode na Zemlji. To razlagajo s tem, da je v oceanih razmerje med vodikom in devterijem tako nizko, da običajni asteroidi ne morejo biti izvor vode .
Med znanimi člani te skupine kometov so :
- 133P/Elst-Pizarro
- 176P/LINEAR
- P/2005 U1 (Read)
- P/2008 R1 (Garradd)

## Zunaje povezave
- Opis kometa Elst-Pizarro (angleško)
- Kometi glavnega asteroidnega pasu (angleško)